# 木島平村
木島平村（きじまだいらむら）は長野県の北東に位置する村。村の面積の約8割が山林で、さらにその約7割が国有林である。

## 地理
森林セラピー基地に認定されている。
- 河川：樽川、馬曲川
- 山：高社山

### 隣接している自治体
- 飯山市
- 中野市
- 下高井郡 : 野沢温泉村、山ノ内町
- 下水内郡 : 栄村

## 歴史
聖徳太子の活躍を支えたとされる秦氏が更級郡桑原にも領地を得て進出し、筑摩郡波多や小県郡和田、そして当地にも庶流を広げたが桑原の元の一族は鎌倉時代に四国に移って長宗我部氏を名乗ったと伝わる。
岩城貞隆が関ヶ原の戦いで失った所領を大坂の陣の功績で信濃中村藩（川中島藩）に得て大名に復活。さらに出羽亀田にも所領を得て藩庁を置き当地を支藩として明治維新まで存続。

### 沿革
- 1955年（昭和30年）2月1日 - 穂高村・往郷村・上木島村が合併して発足。
- 1973年（昭和48年）7月14日 - 村章を制定[2][3]。

### 「平成の大合併」について
21世紀初頭に日本中で行われた平成の大合併は木島平村にとっても例外ではなく、当初飯山市・野沢温泉村・木島平村の岳北地域3市村による合併が検討された。
合併に際し、飯山市と野沢温泉村が財政事情や域内の民間スキー場（斑尾高原、戸狩温泉等）への影響を考慮し、木島平村に対して同村が90.2%を出資し第三セクター方式で運営する木島平スキー場の民営化を求めた。この件に関し木島平村は「スキー場は地域振興の柱」とし、将来的に民営化を目指すものの合併時は第3セクター方式で存続と反発し研究会等でも議論は平行線を辿った。
これに加え、村民に対し行ったアンケート（村民の約9割に当たる4,222人が回答）の結果、合併反対が約6割近くに上った事から、柳沢万寿雄村長（当時）が2004年3月11日の村議会において村単独での生き残りを決議し、3月31日付で合併問題研究会から離脱。会は解散となった。
2012年7月14日、15日の2日間にわたって第一回全国村長サミットが木島平村と財団法人自治総合センターの主催で行われた。

## 人口
| |                                          |  |
| 木島平村と全国の年齢別人口分布（2005年） | 木島平村の年齢・男女別人口分布（2005年） |  |
| ■紫色 ― 木島平村 ■緑色 ― 日本全国 | ■青色 ― 男性 ■赤色 ― 女性                |  |
| 木島平村（に相当する地域）の人口の推移 \| 1970年（昭和45年） \| 6,470人 \| \| \| 1975年（昭和50年） \| 6,180人 \| \| \| 1980年（昭和55年） \| 6,077人 \| \| \| 1985年（昭和60年） \| 5,974人 \| \| \| 1990年（平成2年） \| 5,887人 \| \| \| 1995年（平成7年） \| 5,850人 \| \| \| 2000年（平成12年） \| 5,513人 \| \| \| 2005年（平成17年） \| 5,312人 \| \| \| 2010年（平成22年） \| 4,939人 \| \| \| 2015年（平成27年） \| 4,658人 \| \| \| 2020年（令和2年） \| 4,375人 \| \| |                                          |  |
| 総務省統計局 国勢調査より |                                          |  |
| 1970年（昭和45年） | 6,470人                                  |  |
| 1975年（昭和50年） | 6,180人                                  |  |
| 1980年（昭和55年） | 6,077人                                  |  |
| 1985年（昭和60年） | 5,974人                                  |  |
| 1990年（平成2年） | 5,887人                                  |  |
| 1995年（平成7年） | 5,850人                                  |  |
| 2000年（平成12年） | 5,513人                                  |  |
| 2005年（平成17年） | 5,312人                                  |  |
| 2010年（平成22年） | 4,939人                                  |  |
| 2015年（平成27年） | 4,658人                                  |  |
| 2020年（令和2年） | 4,375人                                  |  |

## 行政
- 村長：日䑓正博（2015年2月22日就任 2期目）

### 紋章
- 1973年に公募をして、「木」を図案化した紋章が同年7月14日に制定された[2][3]。

## 議会

### 村議会
- 定数：10人（2023年5月1日〜　欠員1[6][7]）

### 長野県議会（中野市下高井郡選挙区）
- 定数：2人
- 任期：2019年（平成31年）4月30日 - 2023年（令和5年）4月29日
- 丸山栄一（自由民主党）、小林東一郎（無所属）

### 衆議院
- 任期：2017年（平成29年）10月22日 - 2021年（令和3年）10月21日（「第48回衆議院議員総選挙」参照）

| 選挙区                                                                      | 議員名 | 党派名     | 当選回数 | 備考   |
| --------------------------------------------------------------------------- | ------ | ---------- | -------- | ------ |
| 長野県第1区（長野市、須坂市、中野市、飯山市、上高井郡、下高井郡、下水内郡） | 篠原孝 | 国民民主党 | 6        | 選挙区 |

## 経済

### 産業
- 観光業
- 農業

## 姉妹都市・提携都市

### 国内
- 調布市（東京都）
  - 1985年 姉妹都市提携

### 海外
- ルクセンブルク大公国
  - 2006年 デイーキルシュ市中等学校姉妹校提携

## 地域

### 健康
- 高齢化率 30.1%

## 教育
- 木島平村立木島平小学校
- 木島平村立木島平中学校
- 長野県下高井農林高等学校

## 交通

### 鉄道
鉄道路線は、村内を通過していない。鉄道を利用する際の最寄り駅は、JR東日本北陸新幹線および飯山線の飯山駅。

### 道路
高速道路
村内を通過していない。
一般国道
- 国道403号

県道（主要地方道）
- 県道38号飯山野沢温泉線

### 路線バス
- 長電バス

## 名所・旧跡・観光スポット・祭事・催事
- スノーリゾートロマンスの神様
- カヤの平高原

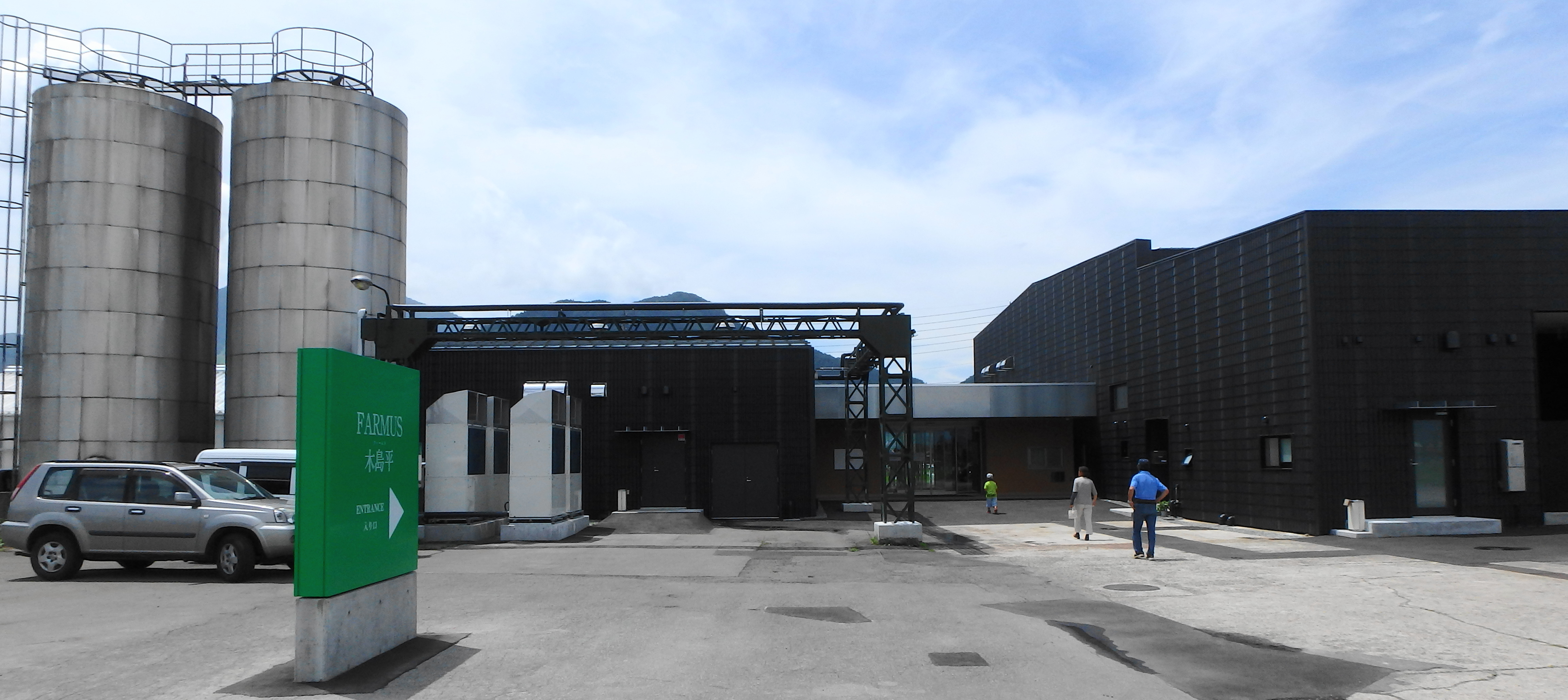
道の駅FARMUS木島平

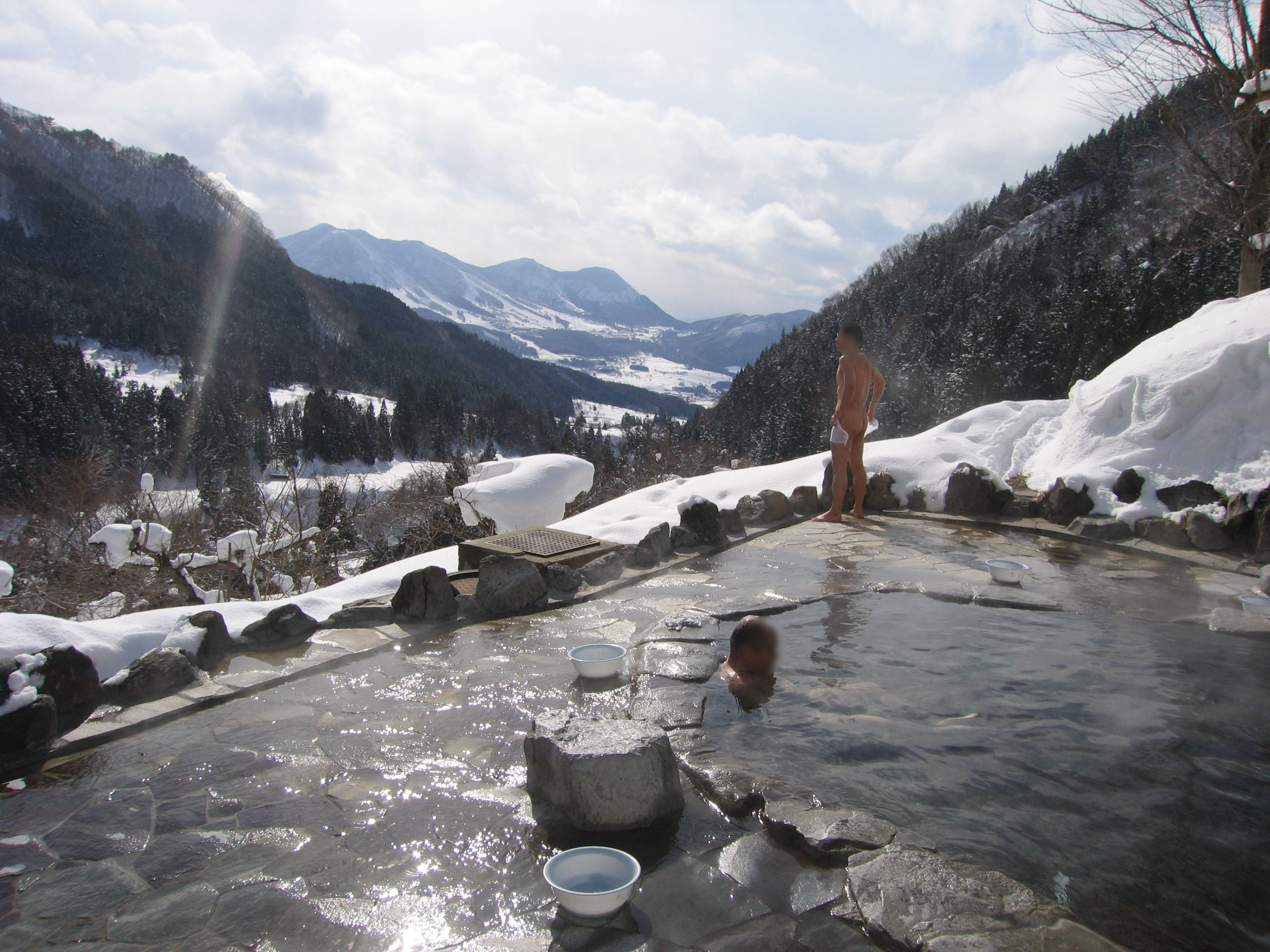
馬曲温泉

- 木島平ジュニアサッカー場（Jリーグ・U-12フェスティバル開催会場）
- 根塚遺跡
- 福寿草まつり（4月中旬）
- 樽滝（樽川に懸かる雄滝と雌滝、そして毎年5月8日だけ現れる幻の滝がある）
- やまびこの丘公園
- ケヤキの森公園
- 計見城跡
- 道の駅FARMUS木島平

木島平村の村内には3か所の温泉地が存在する。
- 馬曲温泉
- 鬼島温泉（パノラマランド木島平内）
- 池ノ平温泉（ホテルシューネスベルク内）

## 出身有名人
- 常田富士男（俳優・ナレーター）
- 湯本史寿（スキージャンプ）
- 山本涼太（スキーノルディック複合・2022年北京オリンピック団体銅メダリスト）